# Nekrolog November 2001
Nekrolog
◄◄
| ◄
| 1997
| 1998
| 1999
| 2000
| 2001 | 2002 | 2003 | 2004 | 2005 | ► | ►►
Januar |
Februar |
März |
April |
Mai |
Juni |
Juli |
August |
September |
Oktober |
November |
Dezember 2001
Weitere Ereignisse | Allgemeiner Nekrolog 2001
Die Beschreibung der verstorbenen Person sollte so kurz wie möglich gehalten sein und nur deren signifikante Tätigkeit(en) enthalten.
Neue Namen ggf. auch unter dem Geburts- und Sterbedatum, also etwa unter 1. Januar und im Geburts- und Sterbejahr (2024) eintragen (nur bei entsprechender großer Wichtigkeit). Für Beispiele siehe die schon vorhandenen Artikel.
Außerdem über die fünf zuletzt Verstorbenen, zu denen es einen ausreichend guten Artikel für eine Präsentation auf der Hauptseite gibt, nach der todesbedingten Überarbeitung der Artikel ggf. auch unter Wikipedia Diskussion:Hauptseite informieren und sie am besten auch in den anderen Wikipedia-Sprachversionen eintragen. Tipp: Regelmäßig bei news.google.de nach „ist tot“, „gestorben“ oder „verstorben“ suchen.
Wenn eine Person gestorben ist, gibt es viele Seiten zu dieser Person in der Wikipedia, die davon auch betroffen sind und entsprechend aktualisiert werden müssen. Beispiele: Namenübersichtsseite, Geburtsjahr, Geburtsort-Seiten und viele mehr.
Wie finde ich die betroffenen Seiten?
Im Suchfeld auf der linken Seite gibt man den Suchbegriff so ein: „Vorname Nachname“. Dann klickt man auf Volltext und alle Seiten mit entsprechendem Suchtext werden aufgerufen. Hier sieht man dann schnell, wo auch das Todesjahr Sinn macht oder sogar ein Teil des Artikels angepasst werden muss. Auch hilft das „Werkzeug“ auf der linken Seite sehr gut, um solche Seiten aufzufinden: „Links auf diese Seite“. Somit ist die Wikipedia wieder aktuell in allen Bereichen! Hinweis: bei Eintragung der Kategorie „Gestorben JAHR“ wird der Missbrauchsfilter 49 ausgelöst, was jedoch nicht schlimm ist. Siehe: Spezial:Missbrauchsfilter/49
Dies ist eine Liste von im November 2001 verstorbenen bekannten Persönlichkeiten. Die Einträge erfolgen innerhalb der einzelnen Daten alphabetisch sortiert. Tiere sind im Nekrolog für Tiere zu finden.

## November
| Tag          | Name                                | Beruf, bekannt als                                                                                              | Alter | Beleg |
| ------------ | ----------------------------------- | --- | ----- | ----- |
| 1. November  | Herbert Billib                      | deutscher Wasserbau-Ingenieur und Hochschullehrer für Wasserwirtschaft                                          | 97    |       |
| 1. November  | Juan Bosch                          | dominikanischer Politiker, Staatschef und Schriftsteller                                                        | 92    |       |
| 1. November  | Hermann Klaue                       | deutscher Ingenieur und Erfinder                                                                                | 89    |       |
| 1. November  | John S. Romanides                   | US-amerikanischer griechisch-orthodoxer Priester und Theologe                                                   | 74    |       |
| 1. November  | Heinz Wagner                        | deutscher Orthopäde und Hochschullehrer                                                                         | 71    |       |
| 2. November  | Fiorella Betti                      | italienische Schauspielerin und Synchronsprecherin                                                              | 74    |       |
| 2. November  | Fini Busch                          | deutsche Schlagertexterin                                                                                       | 73    |       |
| 2. November  | Elasar Menachem Schach              | israelischer Politiker (Degel haTora) und ultraorthodoxer Rabbiner                                              | 103   |       |
| 2. November  | Thomas Schleicher                   | österreichischer Judoka                                                                                         | 28    |       |
| 2. November  | Buddy Starcher                      | US-amerikanischer Country-Musiker                                                                               | 95    |       |
| 2. November  | Margrit Weber                       | Schweizer Pianistin                                                                                             | 77    |       |
| 3. November  | Luis Alfredo Arango                 | guatemaltekischer Lehrer und Schriftsteller                                                                     |       |       |
| 3. November  | Thomas Brasch                       | deutscher Schriftsteller, Dramatiker, Lyriker                                                                   | 56    |       |
| 3. November  | Lucio Colletti                      | italienischer Philosoph und Politiker                                                                           | 76    |       |
| 3. November  | Denis Gallagher                     | irischer Politiker (Fianna Fáil)                                                                                | 77    |       |
| 3. November  | Ernst Gombrich                      | österreichischer Kunsthistoriker, der am Warburg Institute in London wirkte                                     | 92    |       |
| 3. November  | Carol Rubin                         | US-amerikanische Filmproduzentin                                                                                | 56    |       |
| 3. November  | William N. Weins                    | US-amerikanischer Ingenieur und Hochschullehrer                                                                 | 48    |       |
| 4. November  | Ola Billgren                        | schwedischer Künstler und Kunsttheoretiker                                                                      | 61    |       |
| 4. November  | Edward Boland                       | US-amerikanischer Politiker                                                                                     | 90    |       |
| 4. November  | Arturo Maschke                      | chilenischer Politiker und Ökonom                                                                               | 99    |       |
| 4. November  | Walter Szurovy                      | österreichisch-US-amerikanischer Schauspieler                                                                   | 91    |       |
| 4. November  | Jakob Teichman                      | Schweizer Rabbiner                                                                                              | 86    |       |
| 5. November  | Gholam Reza Azhari                  | iranischer Politiker, Ministerpräsident des Iran                                                                |       |       |
| 5. November  | Roy Boulting                        | britischer Filmproduzent, Drehbuchautor und Filmregisseur                                                       | 87    |       |
| 5. November  | Annelies Glaner                     | deutsche Politikerin (SED), DFD-Funktionärin                                                                    | 79    |       |
| 5. November  | Barry Horne                         | englischer Tierrechtler                                                                                         | 49    |       |
| 5. November  | Brygida Kürbis                      | polnische Historikerin                                                                                          | 80    |       |
| 5. November  | Monika Lätzsch                      | deutsche Schriftstellerin und Hörspielautorin                                                                   | 70    |       |
| 5. November  | Konrad Rauter                       | deutscher Verwaltungsinspektor und Politiker (CSU), MdL Bayern                                                  | 94    |       |
| 5. November  | Sawaki Kin’ichi                     | japanischer Schriftsteller                                                                                      | 82    |       |
| 5. November  | Franz Weber                         | österreichischer Politiker (ÖVP), Landtagsabgeordneter, Abgeordneter zum Nationalrat, Mitglied des Bundesrates  | 80    |       |
| 6. November  | Erik Amburger                       | deutscher Osteuropahistoriker                                                                                   | 94    |       |
| 6. November  | Milton William Cooper               | US-amerikanischer Autor, Filmemacher, Rundfunksprecher und Whistleblower                                        | 58    |       |
| 6. November  | Bernhard Ohsam                      | rumäniendeutscher Journalist, Schriftsteller und Hörfunkredakteur                                               | 75    |       |
| 6. November  | Alfred Rieche                       | deutscher Chemiker                                                                                              | 99    |       |
| 6. November  | Anthony Shaffer                     | britischer Dramaturg und Drehbuchautor                                                                          | 75    |       |
| 6. November  | Josef Tichy                         | österreichischer Maler und Grafiker                                                                             | 79    |       |
| 6. November  | Erich Zeller                        | deutscher Eiskunstläufer und -trainer                                                                           | 81    |       |
| 7. November  | Bobby Bass                          | US-amerikanischer Film- und Fernsehschauspieler und Stuntman                                                    | 65    |       |
| 7. November  | Tarcísio Sebastião Batista Lopes    | brasilianischer Ordensgeistlicher, Bischof von Ipameri                                                          | 63    |       |
| 7. November  | Sachiko Hidari                      | japanische Schauspielerin und Filmregisseurin                                                                   | 71    |       |
| 7. November  | Maximilian Pfender                  | deutscher Ingenieur, Leiter der Bundesanstalt für Materialprüfung                                               | 94    |       |
| 7. November  | Peter Zahn                          | deutscher Politiker (SPD), MdL                                                                                  | 56    |       |
| 8. November  | Paolo Bertoli                       | italienischer Kurienkardinal der römisch-katholischen Kirche                                                    | 93    |       |
| 8. November  | Hans Jürgen von Elterlein           | deutscher Verlagskaufmann                                                                                       | 73    |       |
| 8. November  | Albrecht Fröhlich                   | britischer Mathematiker                                                                                         | 85    |       |
| 8. November  | Walter Kallweit                     | deutscher Politiker (SPD), MdBB                                                                                 | 79    |       |
| 8. November  | Richard Kim                         | US-amerikanischer Kampfkunstmeister                                                                             | 83    |       |
| 8. November  | Dimitar Kotew                       | bulgarischer Radrennfahrer                                                                                      | 60    |       |
| 8. November  | Fritz-Dieter Rothacker              | deutscher Grafiker                                                                                              | 63    |       |
| 8. November  | Friedrich Schaffstein               | deutscher Jurist und Strafrechtler                                                                              | 96    |       |
| 8. November  | Stanislav Štrunc                    | tschechischer Fußballspieler                                                                                    | 59    |       |
| 8. November  | Yokoyama Ryūichi                    | japanischer Mangaka und Zeichentrickregisseur                                                                   | 92    |       |
| 9. November  | Johannes Berg                       | deutscher Politiker (CDU), MdL                                                                                  | 43    |       |
| 9. November  | Hanna Bodnar-Kaczyńska              | polnische Grafikdesignerin und Plakatgestalterin                                                                | 72    |       |
| 9. November  | Dorothy Dunnett                     | schottische Schriftstellerin                                                                                    | 78    |       |
| 9. November  | Hugh Felkin                         | britischer Chemiker                                                                                             | 79    |       |
| 9. November  | Giovanni Leone                      | italienischer Politiker und Staatspräsident                                                                     | 93    |       |
| 9. November  | Tomás Roberto Patricio Manning      | US-amerikanischer Ordensgeistlicher, katholischer Bischof                                                       | 79    |       |
| 9. November  | Édouard Marcelle                    | französischer Ruderer                                                                                           | 92    |       |
| 9. November  | Heribert Meier                      | deutscher Politiker (CDU), MdL                                                                                  | 61    |       |
| 9. November  | Wolfgang Reindel                    | deutscher Grafikdesigner und bildender Künstler                                                                 |       |       |
| 9. November  | Walfrido Teixeira Vieira            | brasilianischer katholischer Bischof                                                                            | 79    |       |
| 9. November  | Nancye Wynne                        | australische Tennisspielerin                                                                                    | 85    |       |
| 10. November | Agostino Baroni                     | italienischer Ordensgeistlicher, katholischer Missionsbischof                                                   | 95    |       |
| 10. November | Theys Hiyo Eluay                    | indonesischer Politiker                                                                                         | 64    |       |
| 10. November | Carl-Gustav Esseen                  | schwedischer Mathematiker                                                                                       | 83    |       |
| 10. November | Wolfgang Franke                     | deutscher Botaniker                                                                                             | 80    |       |
| 10. November | Maxwell Hunter                      | US-amerikanischer Raketentechniker und Raumfahrtpionier                                                         | 79    |       |
| 10. November | Ken Kesey                           | US-amerikanischer Schriftsteller und Aktionskünstler                                                            | 66    |       |
| 10. November | Eugène Raguin                       | französischer Geologe                                                                                           | 101   |       |
| 10. November | Karl-Otto Schlau                    | deutscher Verwaltungsjurist und Ministerialbeamter deutsch-baltischer Herkunft sowie Autor von Werken zur ba... | 81    |       |
| 11. November | José Newton de Almeida Baptista     | brasilianischer Geistlicher, römisch-katholischer Erzbischof von Brasília und Militärerzbischof                 | 97    |       |
| 11. November | Pierre Billaud                      | französischer Journalist, Kriegsberichterstatter                                                                | 31    |       |
| 11. November | John R. Foley                       | US-amerikanischer Politiker                                                                                     | 84    |       |
| 11. November | Volker Handloik                     | deutscher Journalist, Kriegsberichterstatter und Musiker                                                        | 40    |       |
| 11. November | Tony Miranda                        | US-amerikanischer Hornist                                                                                       | 82    |       |
| 11. November | Raffaele Paparella                  | italienischer Comiczeichner                                                                                     | 85    |       |
| 11. November | Denis Spotswood                     | britischer Offizier der Luftstreitkräfte des Vereinigten Königreichs                                            | 85    |       |
| 11. November | Johanne Sutton                      | französische Journalistin und Kriegsberichterstatterin                                                          | 34    |       |
| 11. November | Josef Wolffram                      | deutscher Jurist                                                                                                | 91    |       |
| 12. November | Albert Hague                        | deutsch-US-amerikanischer Musical-Komponist und Schauspieler                                                    | 81    |       |
| 12. November | Tony Miles                          | englischer Schachgroßmeister                                                                                    | 46    |       |
| 12. November | Bernon F. Mitchell                  | US-amerikanischer NSA-Überläufer                                                                                | 72    |       |
| 12. November | Heinz Petruo                        | deutscher Rundfunksprecher, Schauspieler, Synchronsprecher und Synchronregisseur                                | 83    |       |
| 12. November | Helmut Schauer                      | deutscher Gewerkschafter der IG-Metall                                                                          | 63    |       |
| 12. November | Radovan Vlajković                   | jugoslawischer Politiker                                                                                        |       |       |
| 13. November | Robert C. Eckhardt                  | US-amerikanischer Politiker                                                                                     | 88    |       |
| 13. November | Marius Flothuis                     | niederländischer Komponist, Musikwissenschaftler und Musikkritiker                                              | 87    |       |
| 13. November | Panama Francis                      | US-amerikanischer Jazzschlagzeuger                                                                              | 82    |       |
| 13. November | Lonzo                               | deutscher Musiker                                                                                               | 49    |       |
| 13. November | Babik Reinhardt                     | französischer Jazz-Gitarrist                                                                                    | 57    |       |
| 13. November | Cornelius Warmerdam                 | US-amerikanischer Stabhochspringer                                                                              | 86    |       |
| 14. November | Seth Benardete                      | US-amerikanischer Altphilologe                                                                                  | 71    |       |
| 14. November | Charlotte Coleman                   | britische Schauspielerin                                                                                        | 33    |       |
| 14. November | Oliver Hasenfratz                   | deutscher Film- und Fernsehschauspieler                                                                         | 34    |       |
| 14. November | Martha Jean-Claude                  | haitianisch-kubanische Autorin, Bürgerrechtsaktivistin, Sängerin und Komponistin                                | 82    |       |
| 14. November | Wladimir Nikolajewitsch Kontschits  | sowjetischer Offizier, zuletzt im Range eines Generalobersten                                                   | 76    |       |
| 14. November | Don Lonie                           | US-amerikanischer Humorist                                                                                      | 82    |       |
| 14. November | Juan Carlos Lorenzo                 | argentinischer Fußballspieler und -trainer                                                                      | 79    |       |
| 14. November | Nathan M. Pusey                     | US-amerikanischer Pädagoge                                                                                      | 94    |       |
| 14. November | Nicolas Ruwet                       | französischer Linguist und Romanist belgischer Herkunft                                                         | 68    |       |
| 15. November | Bienvenido Bustamante López         | dominikanischer Klarinettist und Komponist                                                                      | 78    |       |
| 15. November | Ain Kalmus                          | estnischer Schriftsteller und Theologe                                                                          | 95    |       |
| 15. November | Jan Rabie                           | südafrikanischer Schriftsteller                                                                                 | 81    |       |
| 15. November | Alberto Ullastres Calvo             | spanischer Wirtschaftswissenschaftler, Politiker und Diplomat                                                   | 87    |       |
| 16. November | Mohammed Atef                       | ägyptischer Terrorist                                                                                           |       |       |
| 16. November | Rosemary Brown                      | englisches Musikmedium                                                                                          | 85    |       |
| 16. November | Edwin Harris Colbert                | US-amerikanischer Wirbeltierpaläontologe                                                                        | 96    |       |
| 16. November | Tommy Flanagan                      | US-amerikanischer Jazzpianist                                                                                   | 71    |       |
| 16. November | Clifford A. Jones                   | US-amerikanischer Politiker                                                                                     | 89    |       |
| 16. November | Árpád Medve                         | ungarischer Fußballspieler und -trainer                                                                         | 84    |       |
| 16. November | Jean Serpe                          | belgischer theoretischer Physiker                                                                               | 87    |       |
| 16. November | Hans Thomae                         | deutscher Entwicklungspsychologie, Gerontologischer Psychologe und Hochschullehrer                              | 86    |       |
| 17. November | Louis Barras                        | Schweizer Politiker und Agrarfunktionär                                                                         | 84    |       |
| 17. November | John M. Dawson                      | US-amerikanischer Physiker                                                                                      | 71    |       |
| 17. November | Norbert Elsner                      | deutscher Ingenieur                                                                                             | 84    |       |
| 17. November | Jerry Jerome                        | US-amerikanischer Jazzmusiker                                                                                   | 89    |       |
| 17. November | Michael Karoli                      | deutscher Musiker und Komponist                                                                                 | 53    |       |
| 17. November | Harrison A. Williams                | US-amerikanischer Politiker (Demokratische Partei)                                                              | 81    |       |
| 18. November | Roar Hauglid                        | norwegischer Kunsthistoriker und Reichsantiquar                                                                 | 90    |       |
| 18. November | August Lass                         | deutscher Parteifunktionär (KPD)                                                                                | 98    |       |
| 19. November | Grete Borgmann                      | deutsche Frauenrechtlerin                                                                                       | 90    |       |
| 19. November | Maria Grazia Cutuli                 | italienische Journalistin                                                                                       | 39    |       |
| 19. November | Robert Erbertseder                  | bayerischer Gymnasiallehrer und Heimatdichter                                                                   | 88    |       |
| 19. November | Fritz Fröhlich                      | österreichischer Maler und Lyriker                                                                              | 91    |       |
| 19. November | Alfred Krause                       | deutscher Offizier, Generalleutnant der NVA                                                                     | 71    |       |
| 19. November | André Lagarde                       | französischer Literarhistoriker und Schulbuchautor                                                              | 89    |       |
| 19. November | Walther Sohm                        | niederösterreichischer Heimat- und Mundartforscher                                                              | 92    |       |
| 19. November | Alfred S. Sussman                   | US-amerikanischer Botaniker und Mykologe                                                                        | 82    |       |
| 19. November | Lucien Vincent                      | französischer Autorennfahrer                                                                                    | 92    |       |
| 20. November | James Broad                         | US-amerikanischer Boxer                                                                                         | 43    |       |
| 20. November | Franco Gulli                        | italienischer Violinist und Musikpädagoge                                                                       | 75    |       |
| 20. November | Lothar Richter                      | deutscher Fußballspieler                                                                                        | 89    |       |
| 20. November | Søren Sørensen                      | dänischer Cembalist, Organist, Musikwissenschaftler und Hochschullehrer                                         | 81    |       |
| 21. November | Ralph Burns                         | US-amerikanischer Komponist und Songschreiber                                                                   | 79    |       |
| 21. November | Heinz Dürrbeck                      | deutscher Gewerkschafter, Geschäftsführendes Vorstandsmitglied der IG Metall (1953–1977)                        | 89    |       |
| 21. November | Erich Grützner                      | deutscher Politiker (SED), MdV, Mitglied des Staatsrates der DDR                                                | 91    |       |
| 21. November | Seydou Keita                        | malischer Fotografiekünstler                                                                                    |       |       |
| 21. November | Lobsang Pelden Lungrig Gyatsho      | 4. Chesho Rinpoche; Vizedirektor der Chinesischen Akademie der Tibetischen Sprache für Höhere Buddhistische ... | 67    |       |
| 21. November | Jaime Ortiz Monasterio              | mexikanischer Architekt                                                                                         | 73    |       |
| 21. November | Wladimir Artjomowitsch Passetschnik | sowjetischer Biologe                                                                                            | 64    |       |
| 21. November | Félix Paul                          | seychellischer Geistlicher, römisch-katholischer Bischof von Port Victoria                                      | 66    |       |
| 21. November | Salahuddin Abdul Aziz               | malaysischer König, Sultan von Selangor                                                                         | 75    |       |
| 21. November | André Smit                          | niederländischer Jazzmusiker                                                                                    | 85    |       |
| 22. November | Reimar Gilsenbach                   | deutscher Schriftsteller, Umwelt- und Menschenrechtsaktivist                                                    | 76    |       |
| 22. November | Norman Granz                        | US-amerikanischer Jazz-Impresario und -produzent                                                                | 83    |       |
| 22. November | Muhammad Ibrāhīm Kāmil              | ägyptischer Politiker und Diplomat                                                                              | 74    |       |
| 22. November | Jurij Luzkyj                        | ukrainisch-kanadischer Literaturwissenschaftler und Übersetzer                                                  | 82    |       |
| 22. November | Luigi Naviglio                      | italienischer Science-Fiction-Autor                                                                             | 65    |       |
| 22. November | Luis Santaló                        | argentinisch-spanischer Mathematiker                                                                            | 90    |       |
| 23. November | Vendramino Bariviera                | italienischer Radrennfahrer                                                                                     | 64    |       |
| 23. November | Marcello Gigante                    | italienischer Klassischer Philologe und Papyrologe                                                              | 78    |       |
| 23. November | Inoue Kiyoshi                       | japanischer Historiker, Sozialwissenschaftler und Hochschullehrer                                               | 87    |       |
| 23. November | Elton George Krafft                 | US-amerikanischer Maler                                                                                         | 87    |       |
| 23. November | Hans Meier                          | deutscher Politiker (LDPD), MdV, OB von Jena                                                                    | 88    |       |
| 23. November | Gerhard Stoltenberg                 | deutscher Historiker und Politiker (CDU), MdL, MdB, Bundesminister, Ministerpräsident von Schleswig-Holstein    | 73    |       |
| 23. November | Fritz Tiedemann                     | deutscher Fotograf                                                                                              | 86    |       |
| 24. November | Robert Aulotte                      | französischer Romanist und Literaturwissenschaftler                                                             | 81    |       |
| 24. November | Hans Grüß                           | deutscher Musikwissenschaftler und Ensembleleiter                                                               | 72    |       |
| 24. November | Robert Helps                        | US-amerikanischer Pianist und Komponist                                                                         | 73    |       |
| 24. November | Ria Maternus                        | deutsche Gastwirtin                                                                                             | 87    |       |
| 24. November | Donald McPherson                    | kanadischer Eiskunstläufer                                                                                      | 56    |       |
| 24. November | Francis Daniels Moore               | US-amerikanischer Chirurg                                                                                       | 88    |       |
| 24. November | Gudrun Oltmanns                     | deutsche Künstlerin                                                                                             | 42    |       |
| 24. November | Sophie von Griechenland             | Prinzessin von Griechenland und Dänemark                                                                        | 87    |       |
| 24. November | Maria Serrano Serrano               | spanisch-deutsche Sängerin, Tänzerin, Model und Krankenschwester                                                | 27    |       |
| 24. November | Melanie Thornton                    | US-amerikanische Popsängerin                                                                                    | 34    |       |
| 24. November | Erich Wiesner                       | österreichischer Industrieller und Politiker                                                                    | 74    |       |
| 24. November | William Woodfield                   | US-amerikanischer Fotograf, Fernsehproduzent und Zauberkünstler                                                 | 73    |       |
| 25. November | Joel Carlson                        | südafrikanischer Jurist und Antiapartheidskämpfer                                                               |       |       |
| 25. November | Robert Didion                       | deutscher Musikwissenschaftler                                                                                  | 45    |       |
| 25. November | David Gascoyne                      | englischer Dichter, Übersetzer und Theoretiker des Surrealismus                                                 | 85    |       |
| 25. November | Riaz Ahmed Gohar Shahi              | muslimischer Sufi und Autor                                                                                     | 60    |       |
| 25. November | Joel Ramqvist                       | schwedischer Kanute                                                                                             | 92    |       |
| 25. November | Gerhard Schilfert                   | deutscher Historiker (DDR)                                                                                      | 84    |       |
| 25. November | Erna Steuri                         | Schweizer Skirennläuferin                                                                                       | 84    |       |
| 25. November | Stanislaus-Edmund Szydzik           | deutscher katholischer Geistlicher                                                                              | 86    |       |
| 26. November | Mathias Clemens                     | luxemburgischer Radrennfahrer                                                                                   | 86    |       |
| 26. November | Margot Dias                         | portugiesische Ethnologein und Dokumentarfilmerin                                                               | 93    |       |
| 26. November | Walter Habdank                      | deutscher Maler und Grafiker                                                                                    | 71    |       |
| 26. November | Regine Hildebrandt                  | deutsche Politikerin (SPD), MdV, MdL                                                                            | 60    |       |
| 26. November | Lajos Kada                          | ungarischer Geistlicher, Apostolischer Nuntius in mehreren Ländern, darunter Deutschland                        | 77    |       |
| 26. November | Gerhard Littschwager                | deutscher Jurist und Gestapomitarbeiter                                                                         | 94    |       |
| 26. November | Joe Modise                          | südafrikanischer Verteidigungsminister                                                                          | 72    |       |
| 26. November | Arnold Munter                       | deutscher Widerstandskämpfer und VVN-Ehrenmitglied                                                              | 89    |       |
| 26. November | Eva Johanna Rubin                   | deutsche Illustratorin                                                                                          | 76    |       |
| 26. November | Luigi Scuppa                        | römisch-katholischer Bischof von Fabriano-Matelica                                                              | 74    |       |
| 26. November | Kerstin Thieme                      | deutsche Komponistin, Kompositionslehrerin, Musikpädagogin und Musikschriftenautorin                            | 92    |       |
| 26. November | Werner-Viktor Toeffling             | deutscher Maler und Bühnenbildner                                                                               | 89    |       |
| 26. November | Nils-Aslak Valkeapää                | samisch-finnischer Volkskünstler                                                                                | 58    |       |
| 26. November | Grete von Zieritz                   | österreichisch-deutsche Pianistin und Komponistin                                                               | 102   |       |
| 27. November | Ġużè Cassar                         | maltesischer Politiker                                                                                          | 83    |       |
| 27. November | Christian Fieß                      | bessarabiendeutscher Lehrer                                                                                     | 91    |       |
| 27. November | Gordon Freeth                       | australischer Politiker und Außenminister                                                                       | 87    |       |
| 27. November | Monroe Leigh                        | US-amerikanischer Jurist, Präsident der Amerikanischen Gesellschaft für internationales Recht                   | 82    |       |
| 27. November | Marguerite Nicolas                  | französische Leichtathletin                                                                                     | 85    |       |
| 27. November | Joe Hin Tjio                        | Zytogenetiker                                                                                                   | 82    |       |
| 27. November | Johannes Lukas de Vries             | südafrikanischer Präses der Evangelisch-Lutherischen Kirche in Südwestafrika (ELK/SWA)                          | 62    |       |
| 28. November | Hermann Barche                      | deutscher Politiker (SPD), MdB                                                                                  | 88    |       |
| 28. November | Gleb Jewgenjewitsch Losino-Losinski | sowjetischer Ingenieur                                                                                          | 91    |       |
| 28. November | Henryk Nowara                       | deutscher Boxkämpfer und -Trainer                                                                               | 77    |       |
| 28. November | Leonhard Reinisch                   | deutscher Journalist und Autor                                                                                  | 77    |       |
| 28. November | Yannick Seigneur                    | französischer Bergsteiger                                                                                       | 60    |       |
| 28. November | Igor Jakowlewitsch Stetschkin       | sowjetischer Waffenkonstrukteur                                                                                 | 79    |       |
| 29. November | Wiktor Petrowitsch Astafjew         | russischer Schriftsteller                                                                                       | 77    |       |
| 29. November | Jan van Beekum                      | niederländischer Komponist und Dirigent                                                                         | 83    |       |
| 29. November | Budd Boetticher                     | US-amerikanischer Filmregisseur                                                                                 | 85    |       |
| 29. November | Alain Cerrato                       | französischer Fußballspieler                                                                                    | 51    |       |
| 29. November | George Harrison                     | englischer Musiker und Komponist                                                                                | 58    |       |
| 29. November | John Mitchum                        | US-amerikanischer Schauspieler                                                                                  | 82    |       |
| 29. November | Eva Siao                            | chinesische Fotografin                                                                                          | 90    |       |
| 29. November | Erwin Thaler                        | österreichischer Bobsportler                                                                                    | 71    |       |
| 30. November | Else Berkmann                       | deutsche Politikerin (SPD), MdL, MdHB                                                                           | 97    |       |
| 30. November | Lawrence Coughlin                   | US-amerikanischer Politiker                                                                                     | 72    |       |
| 30. November | Leo Gerger                          | österreichischer Maler, Grafiker und Emailleur                                                                  | 78    |       |
| 30. November | Ernst Hufschmid                     | Schweizer Fußballspieler                                                                                        | 88    |       |
| 30. November | Käthe Köhler                        | deutsche Wasserspringerin                                                                                       | 88    |       |
| 30. November | Michael Lentz                       | deutscher Drehbuchautor und Filmregisseur                                                                       | 75    |       |
| 30. November | Ademar Miranda Júnior               | brasilianischer Fußballspieler                                                                                  | 60    |       |
| 30. November | Wolfgang Müller                     | deutscher Ethnologe                                                                                             | 48    |       |
| 30. November | Heinrich Röhreke                    | deutscher Diplomat und Hochschullehrer                                                                          | 91    |       |
| 30. November | Homer Sherrill                      | US-amerikanischer Old-Time-Musiker                                                                              | 86    |       |
| November     | Egon Arno Bräunlich                 | deutscher Künstler, Apotheker                                                                                   | 82    |       |
| November     | Klaus Gondesen                      | deutscher Generalmajor der Volkspolizei                                                                         | 76    |       |
| November     | Don Craig Wiley                     | US-amerikanischer Mikrobiologe                                                                                  | 57    |       |